# New Texas Giant
New Texas Giant is een stalen hybride achtbaan in attractiepark Six Flags Over Texas in Arlington, Texas.

## Geschiedenis
De baan werd in 1990 geopend als Texas Giant en was de hoogste houten achtbaan ter wereld. De achtbaan heeft een aantal scherpe hellingen en scherpe draaiingen.
Texas Giant heeft drie treinen gebouwd door Philadelphia Toboggan Coasters, in elke trein kunnen 24 mensen geladen worden.
Texas Giant had elke winter een aantal flinke aanpassingen nodig. Zo moet flink wat hout worden vervangen, en de magneet strips waarop de treinen rijden. In het seizoen 2010 was de Texas Giant gesloten, en werd een grote renovatie uitgevoerd door Rocky Mountain Construction. Hierbij is de achtbaan voor 10 miljoen dollar omgebouwd naar een stalen hybride achtbaan. De vernieuwde baan opende op 22 april 2011 onder de naam "New Texas Giant".

## Prijzen
Texas Giant kreeg in 1999 de Golden Ticket Award voor beste achtbaan ter wereld.

## Ongeluk
Op 19 juli 2013 overleed een vrouw tijdens een rit in de New Texas Giant. Een ooggetuige in de wachtrij vertelde aan een verslaggever dat de vrouw bezorgd was over de veiligheidsbeugel, maar dat een medewerker vertelde dat het veilig was. Sommige mensen verklaren dat de vrouw uit het karretje was geslingerd toen de achtbaan door een scherpe bocht ging.
Huidig:
Aquaman: Power Wave ·
Batman The Ride ·
Joker ·
Judge Roy Scream ·
Mini Mine Train ·
Mr. Freeze ·
New Texas Giant ·
Pandemonium ·
Runaway Mine Train ·
Runaway Mountain ·
Shock Wave ·
Titan  ·
Wile E. Coyote's Grand Canyon Blaster
Verdwenen:
Big Bend · 
Cucaracha ·
Flashback! ·
La Vibora